# How Will I Know
«How Will I Know» — танцевальная песня, исполненная американской певицей Уитни Хьюстон, вышедшая 22 ноября 1985 года. Второй её хит, возглавивший американский чарт Billboard Hot 100 (две недели на № 1 с 15 Февраль 1986) и хит-парад Австралии. Песня была написана Джорджом Мерриллом и Шеннон Рубикам и сначала предназначалась для Джанет Джексон, но та отказалась от неё. Хьюстон записала эту песню с другим текстом с продюсером Нарада Майкл Уолден. Сингл стал первым её хитом, достигшем № 1 в Канаде.
Музыкальное видео песни «How Will I Know» снял режиссёр Брайан Грант. В 1986 году видео получило премию MTV Video Music Awards в категории Лучшее женское видео на Церемонии MTV VMA (1986 MTV Video Music Awards).

## Предыстория и запись
Первоначально авторы песен Джордж Меррилл и Шеннон Рубикам написали демо-версию песни в 1984 году для R&B-певицы Джанет Джексон, у которой менеджером был A&M Records Джон МакКлейн. Однако, услышав песню, менеджмент Джексон отказался от неё, посчитав, что она не соответствует материалу, уже находящемуся в разработке для нее. В интервью Фреду Бронсону Меррилл выразил свои чувства, узнав о решении Джексон: «Мы были очень расстроены, потому что в то время мы считали, что песня идеально подходит для нее. Мы написали её, полностью ориентируясь на неё». В этот период Бренда Эндрюс из Almo-Irving Music, издателя Merrill and Rubicam, сыграла песню для Джерри Гриффита, директора по R&B-музыке в A&M и Arista Records. Гриффит, который в то время собирал материал для дебютного альбома Хьюстон, посчитал, что песня идеально соответствует её музыкальному стилю. Вскоре он связался с Эндрюсом и двумя авторами песни и предложил им отдать песню ему для дебютного альбома Хьюстон. Гриффит рассказал о своём открытии песни и о том, что он и Клайв Дэвис думали о ней:

«У нас было много мелодий в стиле R&B, было несколько баллад, но у нас не было поп-кроссоверной песни. И когда я услышал „How Will I Know“, я сказал: „Это просто идеально“. Я сыграл ее Клайву, и он влюбился в нее. Я не был хорошо знаком с ее семейным прошлым; я не понимал, что даже в то время в индустрии было довольно много шума по поводу ее будущего».

Получив разрешение на использование песни от Меррилла, Гриффит быстро обратился к Нараде Майклу Уолдену, который в то время продюсировал материал для альбома Ареты Франклин Who’s Zoomin’ Who?. Связавшись с Уолденом, Гриффит настойчиво просил его спродюсировать песню, описывая, как важна она будет для грядущего альбома Хьюстон. Выслушав демо, Уолден согласился прилететь в Сан-Рафел, штат Калифорния, чтобы сделать аранжировку. Демо не произвело на него особого впечатления, и он попросил разрешения изменить некоторые слова и аккордовую последовательность песни. Отвлёкшись на его просьбу, Merrill and Rubicam отказали ему в праве на их песню. После долгих переговоров с Гриффитом они пошли на компромисс и разрешили Уолдену переделать песню, изменить ключ и темп. После завершения работы над песней Хьюстон пришла в студию, чтобы записать свой вокал в конце 1984 года. Сисси Хьюстон, мать Уитни, присоединилась к дочери, чтобы исполнить фоновый вокал в песне. Гриффит сказал:

«Я попросил Уитни спеть на фонограмме. Она не захотела, потому что хотела насладиться пением своей матери. Я сказал: „Нет, выходи и пой“, — и она согласилась. Фонограмма звучала невероятно… Клайв Дэвис услышал микс и сразу же поставил ему 10 баллов, что для него просто возмутительно, ведь ему ничего не нравится!»

На тенор-саксофоне играл Премик Рассел Таббс.

## Отзывы
Песня «How Will I Know» получила в основном положительные отзывы музыкальных критиков, а некоторые отметили её как одну из лучших в альбоме. Дон Шеви из Rolling Stone отметил: «Хотя она ужасно напоминает песню Pointer Sisters „He’s So Shy“, „How Will I Know“ все равно неотразимо танцевальна». Стивен Томас Эрлевин из AllMusic написал: «… что действительно впечатляет спустя 20 с лишним лет, так это лёгкие треки, особенно прорывной сингл „How Will I Know“». Во время рецензирования юбилейного делюксового издания альбома Микаэль Вуд из Entertainment Weekly прокомментировал акапельную версию песни, отметив: «Акапельный микс „How Will I Know“ [который] демонстрирует точность певца задолго до появления Auto-Tune». Рецензируя The Ultimate Collection, Ник Левин из Digital Spy добавил: «Хьюстоновские „напольники“ стали немного изящнее, хотя их неуклюжие, грохочущие звуки барабанов так же безошибочно напоминают восьмидесятые, как и гардероб Джоан Коллинз из телесериала „Династия“. Дэйв Риммер из Smash Hits счёл, что „эта унылая дискотека и близко не так хороша“, как „Saving All My Love for You“, добавив, что она „звучит, в сущности, очень занудно“. Песня заняла 12-е место в списке величайших песен 1980-х годов по версии телеканала VH1.

## Состав трека
- U.S. Vinyl / 7». Publisher — Arista, PIDAS1-9434
  - A «How Will I Know» — 4:10
  - B «Someone For Me» — 4:57

Germany Vinyl / 12". Publisher — Arista, PID607 952
  - A «How Will I Know» (Dance Remix) — 6:35
  - B1 «How Will I Know» (Instrumental Version) — 4:42
  - B2 «How Will I Know» (LP Version) — 4:28

Germany Vinyl / 12". Publisher — Arista, PID602 126
  - A «How Will I Know (Dance-Mix)» — 6:10
  - B1 «Saving All My Love For You» — 3:55
  - B2 «How Will I Know» (Dub Mix) — 5:36

## Хит-парады и сертификация
| Чарт (1985-86, 1991 и 2012)           | Высшая позиция |
| ------------------------------------- | -------------- |
| Австралия (Kent Music Report)         | 2              |
| Австрия (Ö3 Austria Top 40)           | 28             |
| Бельгия/Фландрия (Ultratop 50)        | 28             |
| Канада (The Record Singles Chart)     | 1              |
| Канада (RPM 100 Singles)              | 1              |
| Finland (Suomen virallinen lista)     | 5              |
| Германия (GfK)                        | 26             |
| Исландия (RÚV)                        | 1              |
| Ирландия (IRMA)                       | 3              |
| Нидерланды (Dutch Top 40)             | 12             |
| Новая Зеландия (Recorded Music NZ)    | 19             |
| Норвегия (VG-lista)                   | 2              |
| Швеция (Sverigetopplistan)            | 2              |
| Швейцария (Schweizer Hitparade)       | 11             |
| Великобритания (OCC UK Singles)       | 5              |
| США (Billboard Hot 100)               | 1              |
| США (Billboard Hot R&B/Hip-Hop Songs) | 1              |
| США (Billboard Dance Club Songs)      | 3              |
| США (Billboard Adult Contemporary)    | 1              |
| Чарт (2012)                           | Позиция        |
| Австралия (ARIA)                      | 67             |
| Нидерланды (Dutch Top 40)             | 100            |
| Франция (SNEP)                        | 111            |
| Республика Корея (Gaon)               | 139            |
| Великобритания (OCC UK Singles)       | 56             |
| США Billboard Hot 100                 | 46             |
| Чарт (2016)                           | Высшая позиция |
| Польша (Polish Airplay Top 100)       | 58             |

| Чарт (1986)                                    | Позиция |
| ---------------------------------------------- | ------- |
| Австралия (Kent Music Report)                  | 67      |
| США (Billboard Top Adult Contemporary Singles) | 19      |
| США (Billboard Top Black Singles)              | 29      |
| США (Billboard Top Dance Club Play Singles)    | 46      |
| США (Billboard Top Dance Sales Singles)        | 41      |
| США (Billboard Top Pop Singles)                | 6       |
| Финляндия (Finnish Singles Chart)              | 40      |

| Регион | Сертификация  | Продажи   |
| --- | ------------- | --------- |
| Канада (Music Canada) | Платиновый    | 80 000    |
| Дания (IFPI Danmark) | Золотой       | 45 000    |
| Великобритания (BPI) · Digital single | Платиновый    | 600 000   |
| Великобритания (BPI) · Physical single | Серебряный    | 250 000^  |
| США (RIAA) | 2× Платиновый | 2 000 000 |
| ^ Данные о тиражах приведены только на основе сертификации. · Данные о продажах + прослушиваниях приведены только на основе сертификации. |               |           |

## Участники записи
- Авторы песни — Джордж Меррилл, Шеннон Рабикам
- Продюсер вокала и автор — Нарада Майкл Уолден
- Вокал — Уитни Хьюстон
- Аудиомикширование — Билл Шни
- Аудиоинженеры — Майкл Барбьеро
- Бэк-вокал — Сисси Хьюстон

## Версия Давида Гетта, MistaJam и Джона Ньюмена
В 2021 году Давид Гетта объединился с MistaJam и певцом Джоном Ньюменом, чтобы выпустить танцевальный трек, основанный на интерполяции «How Will I Know». Песня под названием «If You Really Love Me (How Will I Know)», попала в чарты Великобритании, достигнув 66-го места в топ-75 (за неделю, закончившуюся 5 августа 2021 года), после общего объёма продаж в 7018 копий. Песня стала четвёртой песней в чарте Гетта на той неделе (хотя это единственный сингл из четырёх хитов чарта, где он получил упоминание ведущего исполнителя) и первым упоминанием в чарте Ньюмена со времён «Give Me Your Love» с Сигалой и Нилом Роджерсом в 2016 году

### Чарты

#### Еенедельные чарты
| Чарт (2021—2022)                           | Высшая позиция |
| ------------------------------------------ | -------------- |
| Чехия (Rádio — Top 100)                    | 20             |
| Венгрия (Dance Top 40)                     | 13             |
| Венгрия (Single Top 40)                    | 26             |
| Ирландия (IRMA)                            | 30             |
| Словакия (Rádio — Top 100)                 | 33             |
| Великобритания (OCC UK Singles)            | 27             |
| Великобритания (OCC UK Dance)              | 8              |
| США (Billboard Hot Dance/Electronic Songs) | 19             |

#### Годовые чарты
| Чарт (2021)                                | Позиция |
| ------------------------------------------ | ------- |
| Венгрия (Dance Top 40)                     | 89      |
| США Hot Dance/Electronic Songs (Billboard) | 86      |

### Сертификации
| Регион                                                                      | Сертификация | Продажи |
| --------------------------------------------------------------------------- | ------------ | ------- |
| Великобритания (BPI)                                                        | Золотой      | 400 000 |
| Данные о продажах + прослушиваниях приведены только на основе сертификации. |              |         |

## Версия Whitney × Clean Bandit

### Чарты

#### Еженедельные чарты
| Чарт (2021—2022)                           | Высшая позиция |
| ------------------------------------------ | -------------- |
| Канада (Billboard AC)                      | 12             |
| Канада (Billboard Hot AC)                  | 48             |
| Япония (Hot Overseas, Billboard)           | 20             |
| Нидерланды (Dutch Top 40 Tipparade)        | 26             |
| ЮАР (RISA)                                 | 55             |
| Великобритания (OCC UK Singles)            | 92             |
| США (Billboard Hot Dance/Electronic Songs) | 23             |

### Сертификации
| Регион                                                                      | Сертификация | Продажи |
| --------------------------------------------------------------------------- | ------------ | ------- |
| Канада (Music Canada)                                                       | Золотой      | 40 000  |
| Великобритания (BPI)                                                        | Серебряный   | 200 000 |
| Данные о продажах + прослушиваниях приведены только на основе сертификации. |              |         |

## Версия Сэма Смита
Английский певец Сэм Смит выпустил кавер-версию песни в июне 2014 года в более медленном темпе, фрагмент этой версии был использован в сериале «Анатомия страсти». Позже она была включена в переиздание его дебютного альбома In the Lonely Hour (Drowning Shadows Edition).

### Сертификации
| Регион                                                                      | Сертификация | Продажи |
| --------------------------------------------------------------------------- | ------------ | ------- |
| Австралия (ARIA)                                                            | Золотой      | 35 000  |
| Дания (IFPI Danmark)                                                        | Золотой      | 45 000  |
| США (RIAA)                                                                  | Золотой      | 500 000 |
| Данные о продажах + прослушиваниях приведены только на основе сертификации. |              |         |